# Ryan Johnson (hockey sur glace, 2001)
Pour les articles homonymes, voir Ryan Johnson.
Ryan Johnson (né le 24 juillet 2001 à Irvine dans l'État de la Californie aux États-Unis) est un joueur américain de hockey sur glace. Il évolue au poste de défenseur.

## Personnel
Il est le fils de l'ancien joueur de la LNH, Craig Johnson.

## Statistiques

### En club
| Saison    | Équipe                      | Ligue |    | Saison régulière | Saison régulière | Saison régulière | Saison régulière | Saison régulière |   | Séries éliminatoires | Séries éliminatoires | Séries éliminatoires | Séries éliminatoires | Séries éliminatoires |
| Saison    | Équipe                      | Ligue | PJ | B                | A                | Pts              | Pun              | PJ               | B | A                    | Pts                  | Pun                  |                      |                      |
| 2018-2019 | Stampede de Sioux Falls     | USHL  | 54 | 6                | 19               | 25               | 26               | 12               | 2 | 6                    | 8                    | 4                    |                      |                      |
| 2019-2020 | Golden Gophers du Minnesota | NCAA  | 37 | 0                | 8                | 8                | 20               |                  |   |                      |                      |                      |                      |                      |
| 2020-2021 | Golden Gophers du Minnesota | NCAA  | 27 | 2                | 12               | 14               | 12               |                  |   |                      |                      |                      |                      |                      |
| 2021-2022 | Golden Gophers du Minnesota | NCAA  | 39 | 3                | 16               | 19               | 14               | -                | - | -                    | -                    | -                    |                      |                      |
| 2022-2023 | Golden Gophers du Minnesota | NCAA  | 40 | 4                | 14               | 18               | 8                | -                | - | -                    | -                    | -                    |                      |                      |

### En équipe nationale
| Année | Équipe            | Compétition                 |   | PJ | B | A | Pts | Pun           |  | Résultat |
| 2021  | États-Unis junior | Championnat du monde junior | 7 | 1  | 3 | 4 | 6   | Médaille d'or |  |          |